# Région volcanique d'Islande
Le volcanisme islandais peut se découper géographiquement en régions volcaniques. En dehors des vieux plateaux basaltiques on distingue selon des critères tectoniques onze zones néo-volcaniques et selon des critères structuraux trente systèmes volcaniques.

## Zones volcaniques
Le plateau basaltique islandais a une altitude de 3 000 mètres au-dessus des fonds océaniques et correspond à une croûte dont l'épaisseur atteint 10 à 40 km.

Zones volcaniques. Le cercle pointillé correspond à la position du point chaud d'Islande.

Les zones néovolcaniques, qui couvrent 30 000 km2, peuvent être découpées en ceintures de 15 à 50 km de large correspondant à des failles actives. Leur nomenclature courante est la suivante :
- la dorsale de Reykjanes (RR, Reykjanes Ridge) : qui s'étend vers le sud-ouest ;
- la ceinture volcanique de Reykjanes (RVB, Reykjanes Volcanic Belt) ;
- la zone volcanique Ouest (WVZ, West Volcanic Zone) : limite nord-ouest de la micro-plaque d'Islande, rift axial ;
- la ceinture médio-islandaise (MIB, Mid-Iceland Belt) : limite nord de la micro-plaque d'Islande, faille transformante ;
- la zone volcanique Est (EVZ, East Volcanic Zone) : limite sud-est de la micro-plaque d'Islande, rift axial ;
- la zone volcanique Nord (NVZ, North Volcanic Zone) : au nord du Vatnajökull, rift axial ;
- la dorsale Kolbeinsey (KR, Kolbeinsey Ridge) : qui s'étend vers le nord ;
- la ceinture volcanique d'Öræfi (ÖVB, Öræfi Volcanic Belt) : sous le sud-est du Vatnajökull, intra-plaque ;
- la ceinture volcanique de Snæfellsnes (SVB, Snæfellsnes Volcanic Belt) : intra-plaque, rift fossile.

Deux régions tectoniques ne connaissent pas d'activité volcanique connue mais uniquement sismique :
- la zone sismique du Sud de l'Islande (SISZ, South Iceland Seismic Zone) : limite sud de la micro-plaque d'Islande, faille transformante ;
- la zone de fracture de Tjörnes (TFZ, Tjörnes Fracture Zone) : faille transformante qui joint la NVZ et la KR.

## Systèmes volcaniques
Ce sont les structures géologiques principales de l'Islande. Ce sont des structures volcano-tectoniques qui comprennent de multiples fissures (dykes) et/ou un (voire plusieurs) volcan central et ont une durée de vie de l'ordre du million d'années. Les fissures se répartissent en structures allongées (de 5 à 20 km de large et 50 à 200 km de long) qui sont normalement sub-parallèles à l'axe de la zone volcanique. Quand il y a un volcan central il est en général le point focal de l'activité volcanique.
On en trouve :
- 3 dans la RVB,
- 6 dans la WVZ,
- 2 dans la MIB,
- 5 dans la NVZ,
- 8 dans l'EVZ,
- 3 dans l'ÖVB,
- 3 dans la SVB.

Systèmes volcaniques

Sur ces 30 systèmes, 20 sont fissuraux, 15 ont un volcan central et 4 en ont deux.
Les épisodes de rifting sont temporellement discontinus, à notre échelle de temps humaine, et font en général intervenir une grande partie d'un système volcanique (parfois 2 voire plus) pendant quelques années voire décennies (feux de Myvatn, feux du Krafla, feux de la Skaftá, etc).
Ce concept, bien que plus satisfaisant et robuste que celui de volcan pour décrire le volcanisme islandais, et constituant le fondement actuel de la volcanologie de l'Islande, reste une hypothèse scientifique et dans de nombreux cas les limites entre les systèmes ne sont pas encore claires.

## Sites volcaniques
Les systèmes volcaniques se traduisent en surface par des sites dont les désignations courantes suivent des usages qui ne relèvent souvent pas d'une nomenclature très précise. Par exemple le résultat quasi identique de deux « éruptions fissurales » très semblables peut être nommé « volcan » dans le cas des Lakagígar (en islandais « cratères » du Laki) ou « alignements de cratères » dans le cas de l'ensemble Threngslaborgir et Lúdentsborgir (de l'islandais borg qui signifie forteresse et désigne en général un « strato-volcan »).
| Zone volcanique | Système volcanique     | Volcan central              | Sites remarquables                                                        |
| --------------- | ---------------------- | --------------------------- | ------------------------------------------------------------------------- |
| NVZ             | Þeistareykir           | non                         | volcan bouclier : Þeistareykjarbunga                                      |
| NVZ             | Krafla                 | Krafla                      | rides : Námafjall solfatares : Hverarönd cratère d'explosion : Hverfjall  |
| NVZ             | Fremrinámur            | non                         | volcan bouclier : Ketildyngja                                             |
| NVZ             | Askja                  | Askja                       | caldeira : Öskjuvatn volcan bouclier : Kollóttadyngja fissure : Sveinagjá |
| NVZ             | Kverkfjöll             | Kverkfjöll                  |                                                                           |
| EVZ             | Grímsvötn              | Grímsvötn, Thordarhyrna     | fissure : Lakagígar, Laki                                                 |
| EVZ             | Bárðarbunga/Veiðivötn  | Bardarbunga, Hamarinn       |                                                                           |
| EVZ             | Torfajökull            | Torfajökull                 |                                                                           |
| EVZ             | Hekla/Vatnafjöll       | Hekla                       |                                                                           |
| EVZ             | Tindfjöll              | Tindfjöll                   |                                                                           |
| EVZ             | Katla                  | Mýrdalsjökull               | fissure : Eldgjá                                                          |
| EVZ             | Eyjafjallajökull       | Eyjafjallajökull            |                                                                           |
| EVZ             | Vestmannaeyjar         | non                         | fissure : Eldfell volcan sous-marin : Surtsey                             |
| ÖVB             | Snæfell                | Snæfell                     |                                                                           |
| ÖVB             | Esjufjöll              | Snæhetta                    |                                                                           |
| ÖVB             | Öraefajökull           | Öraefajökull                |                                                                           |
| MIB             | Hofsjökull             | Hofsjökull, Kerlingarfjöll  |                                                                           |
| MIB             | Tungnafellsjökull      | Tungnafellsjökull, Hágöngur |                                                                           |
| SVB             | Snæfellsjökull         | Snæfellsjökull              |                                                                           |
| SVB             | Helgrindur (Lýsuskarð) | non                         |                                                                           |
| SVB             | Ljósufjöll             | Ljósufjöll                  |                                                                           |
| WVZ             | Hveravellir            | Hveravellir                 | champ hydrothermal : Hveravellir                                          |
| WVZ             | Prestahnjúkur          | Prestahnjúkur               |                                                                           |
| WVZ             | Geysir                 | non                         | champ hydrothermal : Geysir geyser : Strokkur                             |
| WVZ             | Grímsnes               | non                         | caldeira ou maar : Kerið                                                  |
| WVZ             | Hrómundartindur        | non                         | fissures : Þingvellir                                                     |
| WVZ             | Hengill                | Hengill                     | fissures : Þingvellir                                                     |
| RVZ             | Reykjanes/Svartsengi   | non                         |                                                                           |
| RVZ             | Krýsuvík               | non                         |                                                                           |
| RVZ             | Brennisteinsfjöll      | non                         |                                                                           |